# Geen tijd voor tuinkabouters
Geen tijd voor tuinkabouters is een hoorspel dat op 18 november 1989 door de Nederlandse KRO werd uitgezonden. Het is geschreven door Bob van Laerhoven en geregisseerd door Jan Keja. Het was een hoorspel in het kader van de hoorspelweek van 1989. Het hoorspel duurt 53 minuten.

## Verhaal
Het hoorspel werd door de KRO bedacht en heeft als thema angst. In een fictieve Latijns-Amerikaanse dictatuur heerst absolute terreur. Dat ondervindt Pedro Delgado, een ontslagen bankbediende met een literaire ambitie, als hij per vergissing opgepakt wordt door de geheime dienst. De kronkelwegen van bureaucratie en kadaverdiscipline zorgen ervoor dat hij in handen van beulen valt. Pedro Delgado leert de meest verborgen aspecten van de vrees kennen. Maar zijn ondervragers leren dat angst geen verschil kent tussen beulen en slachtoffers.

## Rolverdeling
- Anne Buursma - Pedro Delgado
- Cor van Rijn - luitenant Astiz
- Betty Schuurman - Marta
- Cor Witschge - Alferio
- Peter Aryans - kolonel Faldéti